# Bankeryds socken

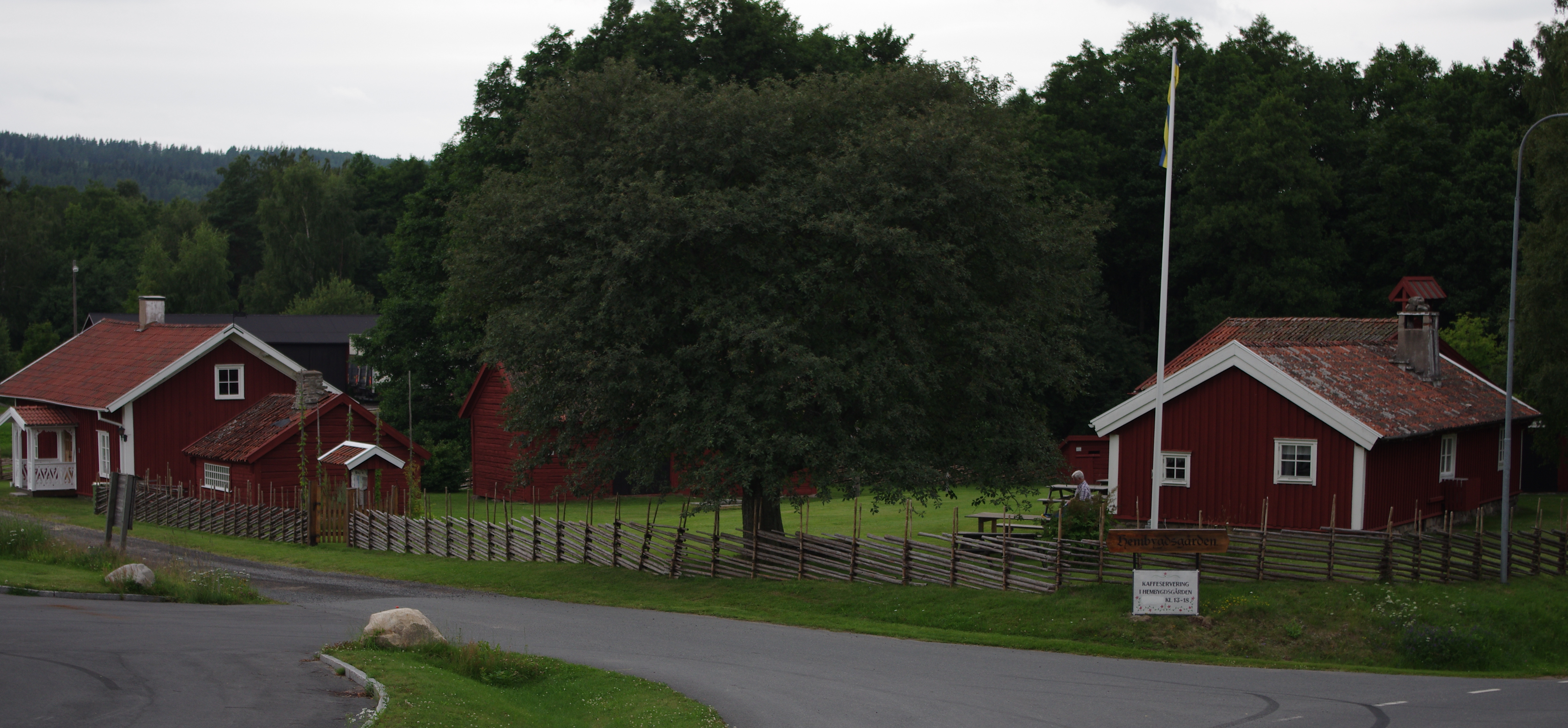
Hembygdsgården med penselmuseet till vänster.

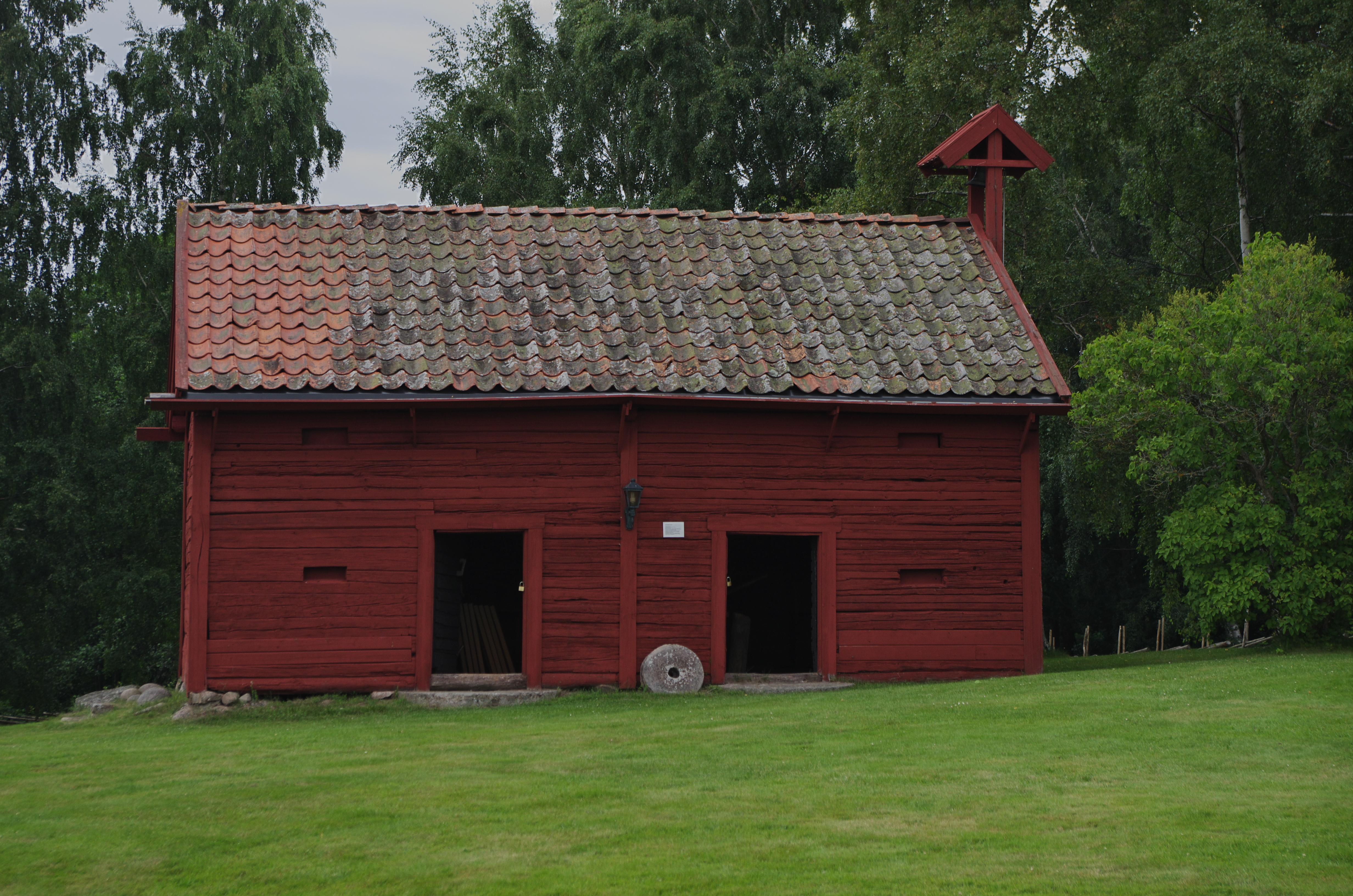
Fähus vid hembygdsgården.

Bankeryds socken ingick i Tveta härad, ingår sedan 1971 i Jönköpings kommun och motsvarar från 2016 Bankeryds distrikt.
Socknens areal är 36,38 kvadratkilometer, varav 36,20 land. År 2000 fanns här 8 159 invånare. Här ingår den före detta tätorten Trånghalla, samt tätorten Bankeryd med sockenkyrkan Bankeryds kyrka. 
Socknen bestod 2010 av samma område som kommundel Bankeryd.

## Administrativ historik
Bankeryds socken har medeltida ursprung.
Vid kommunreformen 1862 övergick socknens ansvar för de kyrkliga frågorna till Bankeryds församling och de borgerliga till Bankeryds landskommun. Den senare uppgick 1971 i Jönköpings kommun.
1 januari 2016 inrättades distriktet Bankeryd, med samma omfattning som församlingen hade 1999/2000.  
Socknen har tillhört samma fögderier och domsagor som Tveta härad. De indelta soldaterna tillhörde Jönköpings regemente, Livkompaniet och Smålands grenadjärkår, Jönköpings kompani.

## Geografi
Bankeryds socken ligger nordväst om Jönköping vid Vättern med Dummeån utmed västra gränsen mot Västergötland. Socknen har en uppodlad nordsydlig dalgång men består i övrigt av höglänt skogsterräng.

## Fornlämningar
Socknen har boplatser från stenåldern och 25 spridda gravar från äldre järnåldern.

## Namnet
Sockennamnet som skrevs Bancharyudh 1315 kommer från kyrkbyn. Förleden innehåller bank(e),  i betydelsen backe, kulle, vilket troligen syftande på slänten från kyrkan ner mot Vättern. Efterleden är ryd, röjning. Ortnamnets betydelse blir alltså den röjda backen.

### Fotnoter
1. 1 2  Svensk Uppslagsbok andra upplagan 1947–1955: Bankeryd socken
2. 1 2  Harlén, Hans; Harlén Eivy (2003). Sverige från A till Ö: geografisk-historisk uppslagsbok. Stockholm: Kommentus. Libris 9337075. ISBN 91-7345-139-8
3. ↑  ”Kommundel Bankeryd” (PDF). Jönköpings kommun. 2003. Arkiverad från originalet den 7 oktober 2006. https://web.archive.org/web/20061007210654/http://www.jonkoping.se/download/18.272b7d6e109e501462f80005061/sid91_94.pdf. Läst 11 mars 2010.
4. ↑  Administrativ historik för Bankeryd socken (Klicka på församlingsposten). Källa: Nationella arkivdatabasen, Riksarkivet.
5. ↑  Indelta soldater, torp och rotar i Jönköpings län Arkiverad 24 januari 2012 hämtat från the Wayback Machine. Jönköpingsbygdens Genealogiska Förening
6. 1 2  Sjögren, Otto (1931). Sverige geografisk beskrivning del 2 Östergötlands, Jönköpings, Kronobergs, Kalmar och Gotlands län. Stockholm: Wahlström & Widstrand. Libris 9939
7. 1 2 3  Nationalencyklopedin
8. ↑  Fornlämningar, Statens historiska museum: Bankeryds socken
9. ↑  Fornminnesregistret, Riksantikvarieämbetet: Bankeryds socken Fornminnen i socknen erhålls på kartan genom att skriva in sockennamn (utan "socken") i "Ange geografiskt område"
10. ↑  Mats Wahlberg, red (2003). Svenskt ortnamnslexikon. Uppsala: Institutet för språk och folkminnen. Libris 8998039. ISBN 91-7229-020-X. https://isof.diva-portal.org/smash/get/diva2:1175717/FULLTEXT02.pdf